# Хэммондс, Лейтон
Лейтон Хэммондс (англ. Leyton Hammonds; род. 26 сентября 1994, Норт-Ричленд-Хилс, штат Техас, США) — американский профессиональный баскетболист, играющий на позиции лёгкого форварда.

## Карьера
Хэммондс 4 сезона провёл в составе команды университета Оклахомы в NCAA. В последнем сезоне на студенческом уровне его статистика составила 8,1 очка и 4,9 подбора в среднем за игру.
В 2017 году Хэммондс выставлял свою кандидатуру на драфт НБА, но не был выбран.
Профессиональную карьеру Хэммондс начал в финской «Нокиа». В 48 играх его статистика составила 13,7 очка и 6,8 подбора.
Сезон 2018/2019 Хэммондс провёл в «Кёрменде». В 45 матчах чемпионата Венгрии Лейтон набирал в среднем 13,3 очка, 4,9 подбора, 1 передачу и 1,1 перехвата.
В сезоне 2019/2020 Хэммондс выступал за «Арку». В 22 матчах чемпионата Польши статистика Лейтона составила 8,5 очков, 5,3 подбора и 1 передачу. В 10 играх Еврокубка набирал 10 очков и 3,7 подбора.
В июле 2020 года Хэммондс перешёл в «Енисей». В 19 матчах Единой лиги ВТБ Лейтон набирал 14 очков, 4,8 подбора, 1,4 передачи и 14,3 балла за эффективность действий.
В июне 2021 года Хэммондс стал игроком «Йокогама Би-Корсэрс».